# Tiếp thị chuyển đổi

Thí dụ

Trong thương mại điện tử, tiếp thị chuyển đổi là tiếp thị với mục đích tăng chuyển đổi - nghĩa là khách truy cập trang web chuyển đổi thành khách mua hàng. Quá trình cải thiện tỷ lệ chuyển đổi được gọi là tối ưu hóa tỷ lệ chuyển đổi. Tuy nhiên, các trang web khác nhau có thể coi "chuyển đổi" là kết quả khác với bán hàng. Nói rằng một khách hàng đã từ bỏ một giỏ hàng trực tuyến. Công ty có thể đưa ra một ưu đãi đặc biệt, như giao hàng miễn phí, để chuyển đổi khách truy cập thành khách hàng trả tiền. Một công ty cũng có thể cố gắng phục hồi khách hàng thông qua phương thức tương tác trực tuyến, chẳng hạn như trò chuyện chủ động, để cố gắng hỗ trợ khách hàng trong quá trình mua hàng.

## Biện pháp
Hiệu quả của tiếp thị chuyển đổi được đo bằng tỷ lệ chuyển đổi: số lượng khách hàng đã hoàn thành giao dịch chia cho tổng số khách truy cập trang web. Tỷ lệ chuyển đổi cho mặt tiền cửa hàng điện tử thường thấp. Tiếp thị chuyển đổi có thể tăng số lượng này cũng như doanh thu trực tuyến và lưu lượng truy cập trang web.
Tiếp thị chuyển đổi cố gắng giải quyết chuyển đổi trực tuyến thấp thông qua dịch vụ khách hàng được tối ưu hóa, đòi hỏi sự kết hợp phức tạp của quản lý trải nghiệm khách hàng cá nhân, phân tích trang web và sử dụng phản hồi của khách hàng để góp phần cải thiện quy trình và thiết kế trang web.
Bằng cách tập trung vào việc cải thiện lưu lượng trang web, các kênh dịch vụ khách hàng trực tuyến và tiếp thị chuyển đổi trải nghiệm trực tuyến thường được xem là một khoản đầu tư dài hạn thay vì sửa chữa nhanh chóng. Lưu lượng truy cập trang web tăng lên trong 10 năm qua đã làm rất ít để tăng tỷ lệ chuyển đổi tổng thể, vì vậy tiếp thị chuyển đổi không tập trung vào việc hướng lưu lượng truy cập bổ sung mà chuyển đổi lưu lượng truy cập hiện có. Nó đòi hỏi sự tham gia chủ động với người tiêu dùng bằng cách sử dụng các phân tích thời gian thực để xác định xem khách truy cập có bị nhầm lẫn và có dấu hiệu từ bỏ trang web hay không; sau đó phát triển các công cụ và thông điệp để thông báo cho người tiêu dùng về các sản phẩm có sẵn và cuối cùng thuyết phục họ chuyển đổi trực tuyến. Lý tưởng nhất, khách hàng sẽ duy trì mối quan hệ sau bán hàng thông qua các chiến dịch hỗ trợ hoặc tái tham gia. Tiếp thị chuyển đổi ảnh hưởng đến tất cả các giai đoạn trong vòng đời của khách hàng và một số giải pháp tiếp thị chuyển đổi được sử dụng để giúp dễ dàng chuyển đổi từ giai đoạn này sang giai đoạn tiếp theo.

## Tỷ lệ chuyển đổi
Tỷ lệ chuyển đổi là tỷ lệ khách truy cập vào một trang web có hành động vượt ra ngoài chế độ xem nội dung thông thường hoặc truy cập trang web, do kết quả của các yêu cầu tinh tế hoặc trực tiếp từ các nhà tiếp thị, nhà quảng cáo và người tạo nội dung.
{\displaystyle \mathrm {Conversion\ rate} ={\frac {\mathrm {Number\ of\ Goal\ Achievements} }{\mathrm {Visitors} }}}
Chuyển đổi thành công được xác định khác nhau bởi các nhà tiếp thị, nhà quảng cáo và người tạo nội dung khác nhau. Ví dụ, đối với các nhà bán lẻ trực tuyến, một chuyển đổi thành công có thể được định nghĩa là việc bán sản phẩm cho người tiêu dùng có hứng thú với sản phẩm ban đầu được khơi dậy bằng cách nhấp vào quảng cáo biểu ngữ. Đối với người tạo nội dung, chuyển đổi thành công có thể đề cập đến đăng ký thành viên, đăng ký bản tin, tải xuống phần mềm hoặc hoạt động khác.
Đối với các trang web tìm cách tạo phản hồi ngoại tuyến, ví dụ như các cuộc gọi điện thoại hoặc lưu lượng truy cập đến cửa hàng, việc đo tỷ lệ chuyển đổi có thể khó khăn vì một cuộc gọi điện thoại hoặc truy cập cá nhân không được tự động truy tìm nguồn của nó, như Trang vàng, trang web hoặc giới thiệu. Các giải pháp có thể bao gồm hỏi từng người gọi hoặc người mua hàng về cách họ nghe về doanh nghiệp và sử dụng số điện thoại miễn phí trên trang web chuyển tiếp đến đường dây hiện có.
Đối với các trang web có phản hồi xảy ra trên chính trang web, có thể thiết lập kênh chuyển đổi trong gói phân tích của trang web để theo dõi hành vi của người dùng.

## Dịch vụ tiếp thị chuyển đổi phổ biến
- Khuyến nghị - Phân tích hành vi xác định các sản phẩm và nội dung phù hợp với mục đích nhận thức của khách hàng.
- Ưu đãi được nhắm mục tiêu - Nhắm mục tiêu các nỗ lực để phù hợp với quảng cáo phù hợp với đúng khách hàng dựa trên thông tin về hành vi và nhân khẩu học.
- Xếp hạng và Đánh giá - Sử dụng xếp hạng và đánh giá do người dùng tạo để tăng tỷ lệ chuyển đổi, nắm bắt phản hồi và tin tưởng của khách truy cập.
- Cá nhân hóa email - E-mail với các đề xuất nhúng và trò chuyện được thiết kế riêng cho người nhận.
- Trò chuyện - Vì người tiêu dùng có xu hướng từ bỏ các trang web chỉ sau ba lần nhấp, cố gắng sử dụng trò chuyện chủ động, trò chuyện phản ứng, trò chuyện thoát và nhấp để gọi để chuyển đổi người tiêu dùng nhanh chóng.
- Nhấp để gọi - Hỗ trợ chuyển đổi kênh chéo mà không làm mất bối cảnh của cuộc trò chuyện khi khách truy cập chuyển từ trang web sang điện thoại.
- Kêu gọi hành động - Tuyên bố được thiết kế để nhận được phản hồi ngay lập tức từ người đọc hoặc nghe nó. Được sử dụng rộng rãi trong kinh doanh như một phần của chiến lược kỹ thuật số để khiến người dùng của bạn phản hồi thông qua một hành động duy nhất.
- Đồng duyệt - Công cụ hỗ trợ cơ sở hạ tầng đại lý (trò chuyện hoặc gọi điện) để hỗ trợ khách hàng giao dịch trực tuyến.
- Tiếng nói của khách hàng - Phản hồi về sản phẩm, dịch vụ và trải nghiệm trực tuyến được ghi lại thông qua dữ liệu có cấu trúc và không có cấu trúc được phân tích cẩn thận.
- Hướng dẫn tự động - các bước được xác định trước cho phép khách hàng hiểu rõ hơn về các tính năng của sản phẩm và các tùy chọn để hỗ trợ quá trình lựa chọn.
- Đặt lại mục tiêu - Xác định khách truy cập quan tâm đến các sản phẩm hoặc dịch vụ cụ thể dựa trên trình duyệt hoặc tìm kiếm trang web trước đó để cung cấp nội dung có liên quan thông qua vị trí quảng cáo được nhắm mục tiêu.

## Phương pháp tăng tỷ lệ chuyển đổi trong thương mại điện tử
Trong số nhiều hành động có thể để tăng tỷ lệ chuyển đổi, có liên quan nhất có thể là:
- Nguyên tắc chú ý, quan tâm, mong muốn, hành động (AIDA) để thiết kế trải nghiệm người dùng thông qua kênh chuyển đổi
- Nâng cao uy tín và niềm tin của người dùng đối với trang web, sản phẩm và doanh nghiệp bằng cách hiển thị logo tin cậy của bên thứ ba và bằng thiết kế trang web chất lượng
- Cải thiện cấu trúc điều hướng trang web để người dùng có thể duyệt và mua sắm với nỗ lực tối thiểu
- Cải thiện và tập trung nội dung trang web, bao gồm văn bản, hình ảnh, hình minh họa và video, hướng tới chuyển đổi mục tiêu [1]
- Xem lại và chỉnh sửa hoặc xóa dữ liệu lỗi thời hoặc mất tập trung
- Tăng tính khả dụng để giảm các rào cản đối với chuyển đổi
- Tạo định dạng dịch vụ khách hàng tự phục vụ bằng cách cho phép người dùng nhanh chóng đạt được câu trả lời thông tin với cơ sở dữ liệu học tập. [cần dẫn nguồn]
- Cung cấp trợ giúp tích cực (ví dụ: trò chuyện trực tiếp, đồng duyệt)
- Tạo đánh giá của người dùng về sản phẩm hoặc dịch vụ
- Thu thập trải nghiệm người dùng cơ bản bằng cách ghi lại hành động của người dùng và biên dịch các phản đối chính [cần dẫn nguồn]
- Cho phép theo dõi rõ ràng các số liệu được tiêu chuẩn hóa bằng phần mềm phân tích trang web cho mục tiêu chuyển đổi được xác định trước (ví dụ: "tăng khối lượng đăng ký bản tin" hoặc "giảm tỷ lệ phần trăm từ bỏ giỏ hàng")
- Thực hiện hành động lặp đi lặp lại để theo dõi và cải thiện trang web, dựa trên số liệu định lượng và định tính